# Pehr af Bjerkén (fysiker)
Pehr Constantin af Bjerkén, född 19 oktober 1859 i Värnamo, död 30 september 1919, var en svensk fysiker.
Efter att ha blivit student vid Uppsala universitet 1879 blev af Bjerkén filosofie kandidat 1882, filosofie licentiat 1889, filosofie doktor 1890 och var därefter e.o. elev vid Tekniska högskolan i Charlottenburg 1891. Han var amanuens vid Uppsala universitets fysiska institution 1884–86, anställd såsom elektrotekniker hos Siemens & Halske 1892–94, lärare vid Höheres Technisches Institut i Köthen, Hertigdömet Anhalt, 1894–97, chefselektriker vid AEG Kabelwerk 1897–99, lektor i allmän fysik vid Kungliga Tekniska högskolan från 1899 och extra lärare i fysikaliska laborationer där från 1903, lärare i elektricitetslära vid Navigationsskolan i Stockholm från 1900, t.f. bibliotekarie vid Kungliga Tekniska högskolan från 1910 och professor i fysik där från 1911.